# Лазарев, Валентин Иванович
Валентин Иванович Лазарев (1913—1975) — генерал-майор Советской Армии, участник Великой Отечественной войны.

## Биография
Валентин Лазарев родился 30 июля 1913 года. Был призван в 1930 году в Рабоче-крестьянскую Красную Армию. Окончил Орловское танковое училище.
Во годы Великой Отечественной войны служил в органах разведывательного управления. Воевал в составе 4-й армии Центрального фронта. На Брянском фронте был помощником начальника 3-го отделения штаба. В Разведывательном отделе был заместителем начальника и начальником 1-го отделения штаба 3-й армии.
В 1954 году окончил академию Генштаба. С 1959 года был военным атташе в посольстве в Финляндии. Скончался 21 октября 1975 года. Похоронен на Новодевичьем кладбище Москвы.
Награждён орденом Ленина, орденом Красного Знамени, орден Отечественной войны 1-й степени, орденом Отечественной войны 2-й степени, двумя орденами Красной Звезды.